# Dhupguri
Dhupguri is een census town in het district Jalpaiguri van de Indiase staat West-Bengalen.

## Demografie
Volgens de Indiase volkstelling van 2001 wonen er 37.998 mensen in Dhupguri, waarvan 53% mannelijk en 47% vrouwelijk is. De plaats heeft een alfabetiseringsgraad van 73%.